# Rafael Reyes Spíndola
Rafael Reyes Spíndola (Heroica Ciudad Tlaxiaco, Oaxaca, 24 de octubre de 1860 - Ciudad de México, 13 de enero de 1922) fue un periodista mexicano, creador del periodismo moderno en México.
Hizo sus estudios de primaria en la ciudad de Oaxaca y sus estudios superiores en el Seminario y llegó a ser familiar del Obispo Vicente Fermín Márquez Goyeneche y Carrizosa. Al abandonar la carrera eclesiástica, ingresa al Instituto de Ciencias y Artes de Oaxaca y se gradúa de abogado. Como estudiante edita un modesto periódico llamado Don Manuel. Dotado para la música fue excelente pianista y aún compositor. Ocupa algunos puestos en la judicatura, y escribe un libro de texto de geografía de Oaxaca. Se traslada a Morelia en 1885,  y ocupa el cargo de secretario particular del Gobernador Gral. Mariano Jiménez. Radicado en la Ciudad de México, lanza en 1888 el diario El Universal, diario porfirista, en el cual empieza a mostrar su talento innovador, pero fracasa en lo económico y lo vende a Ramón Prida, convirtiéndose en el órgano oficial del partido científico. Prida a su vez impone la condición de que Reyes Spíndola no publicara otro diario en la capital.
Publica en la Ciudad de Puebla un diario llamado El mundo Semanario Ilustrado, que después se convertiría en El Mundo Ilustrado, publicación dominical bien impresa e ilustrada que publicaba literatura, arte y actualidades. A este periódico se le atribuye la primera foto noticiosa de México.
El Universal y otras grandes publicaciones, se cierran en 1911, al terminar el segundo ciclo presidencial de Porfirio Díaz. El gobierno mexicano en 1896 subvenciona con cincuenta mil pesos su propuesta de fundar El Imparcial, periódico con sistemas norteamericanos y con los primeros linotipos y rotativas en México.
El Imparcial es fundado junto con Delfín Sánchez Ramos, hombre de origen español casado con Felícitas, una de las hijas de Benito Juárez y Margarita Maza, y Tomás Braniff quien era un empresario estadounidense cuyas inversiones abarcaban entre otras, la industria del papel.
Inicia con El Imparcial una etapa del periodismo industrial. Proyectado para ser impreso a manera de diario y con un costo de un centavo, el primer número apareció el 12 de septiembre de 1896. Desde entonces contó con el apoyo del gobierno del presidente de la República, general Porfirio Díaz, quien decidió subsidiarlo. Se imprimía en los mismos talleres de El Mundo, y El Mundo Ilustrado. Introdujo los linotipos y la impresión en máquinas rotativas de gran tiraje y el precio de un centavo por ejemplar. Vendió espacios para publicidad y redujo costos de producción. Sus publicaciones eran sesgadas y no era extraño encontrar elogios hacia el gobierno porfirista. Su periódico utilizó por primera vez técnicas del periodismo norteamericano como la entrevista, el reportaje y el diseño, además de utilizar los servicios noticiosos de la Associated Press.
El Imparcial se convierte en el primer gran diario mexicano, que en 1905 pretendía tener una circulación de 75,000 ejemplares. El primero de sus directores fue el propio Reyes Spíndola, sucediéndole Carlos Díaz Dufoo, Manuel María Flores, Fausto Moguer y Salvador Díaz Mirón, último director, que por cierto, convirtió dicha publicación en órgano oficioso del gobierno usurpador del general Victoriano Huerta.
A la caída del régimen de Huerta y con la entrada de las fuerzas constitucionalistas a la Ciudad de México, El Imparcial es incautado por el nuevo gobierno. Así pues, 1914 fue el último año de vida de El Imparcial. 8 años después fallece en la Ciudad de México su creador, Rafael Reyes Spíndola.